# Agalmoscelis
Agalmoscelis é um gênero de mariposa pertencente à família Acrolepiidae.